# Клеса
Клеса (на санскрит: क्लेश, kleśha IAST; на пали: kilesa, прилепналост, вкопченост, и оттук етическите значения на нечистота и дори „отрова“ ) в Будизма е замъглено състояние на ума и което се проявява в нередни действия. Клеса обуславя омрачение на съзнанието, замърсяването му, афектирането му. Клеса се превежда в множество варианти като: страдание, болка, мъчение, огорчение; замърсяване, заразяване, оскверняване; деструктивни емоции; тревожни емоционални усещания; негативни емоции; отрови за ума и т.н.
В будистките традиции на Махаяна и Теравада трите клеси са невежество, привързаност и гняв са възприемани като причина за другите клеси, и са наричани трите отрови в Махаяна. Те се смятат за причина за цикличното пребиваване в самсара.
С това понятие са свързвани основно емоционалните реакции, които са резултат от възприемане на света от егоцентричното съзнание, като от този егоизъм произтича невежеството, пречещо света да бъде възприет в неговата истинска реалност.

## Палийска литература
В палийския канон Сута Питака Килеса и свързаната с нея упакилеса са афективни пречки, препятствия към търсенето на директното знание (абхина) и към мъдростта (панна).

## Махаяна литература
Традиционно, към него се отнасят така наречените Пет клеси (пет източника на страдание):
- страст;
- агресия;
- невежество;
- гордост;
- завист.

Според традицията на Махаяна клесите не бива да се изкореняват или унищожават, а трябва да се осъзнаят, трансформират и преобразуват в просветлено съзнание. За тантрите е важен следният ред на съответствие: пет клеси – пет скандхи – пет трансцендентални гносиса (мъдрости на Буда). В основа на претворяването на страстите и нагоните в мъдростта на Буда е будхатва – природата на Буда, която е собствената природа на психиката и на всички нейни състояния (чита-чайта) и която присъства във всеки, включително в най-неразвития психичен акт. Тибетската традиция Дзогчен нарича тази природа на съзнанието „съзнанийност“ за разлика от обикновената психика или ум. В китайско-далекоизточната традиция Чан (Дзен) тя се нарича „природа на Ума“ (син синь), която се разкрива в акта на „съзерцание на природата“ (кит. дзян син; яп. кенсьо). Нейната същност е чистият и недвойствен, отвъд субект-обектната дихотомия гносис (джняна; кит. чжи; тиб. ригпа или йешес).